# Otto Paas
Otto Paas, född 27 maj 1918 i Estland, död 10 augusti 1987 i Norrköping, var en estländsk-svensk målare.
Han var son till lantmätaren Hans Paas och hans hustru Luise. Paas studerade vid konstfackskolan i Tallinn 1935-1937 och vid konsthögskolan i Tartu 1938-1944. Han medverkade i utställningar i Tallinn 1943 och i Tartu 1944. Han kom till Sverige i slutet av andra världskriget. Tillsammans med Ants Murakin och Arno Vihalemm ställde han ut på Norrköpings konstmuseum och tillsammans med Raoul Lind ställde han ut i Linköping. Han medverkade i Estnisk och lettisk konst på Liljevalchs konsthall 1946, Ester i Sverige på Skånska konstmuseum i Lund, Utländska konstnärer i Sverige på Konstnärshuset, Estnisk konst i Örebro samt i utställningar med estnisk konst i Montreal och USA. Separat ställde han ut ett flertal gånger i Norrköping, Eskilstuna och Linköping. Hans konst består av stilleben, porträtt, figurkompositioner och landskap utförda i olja eller akvarell.